# Chauliodus dentatus
A Chauliodus dentatus a csontos halak (Osteichthyes) főosztályának sugarasúszójú halak (Actinopterygii) osztályába, ezen belül a nagyszájúhal-alakúak (Stomiiformes) rendjébe és a mélytengeri viperahalfélék (Stomiidae) családjába tartozó faj.

## Előfordulása
A Chauliodus dentatus elterjedési területe a Csendes-óceánban van, a Társaság-szigetek vizeiben.

## Életmódja
Ez a hal az elterjedési területének a mélyebb részein él. Akár 2800 méter mélyre is leúszik.